# سندريلا (فلم 1950)
سندريلا 1950(بالإنجليزية: Cinderella) هو فيلم رسوم المتحركة الأمريكية التي تنتجها والت ديزني ، واستنادا إلى خرافة «سندريللون» من قبل تشارلز بيرو. يعتبر الثاني عشر في سلسلة الرسوم المتحركة والت ديزني الكلاسيكية ، وكان الفيلم في نطاق محدود يوم 15 فبراير 1950 من قبل صور راديو ركو. انتقل إلى توجيه الاعتمادات كلايد جيروموني ، هاملتون وجاكسون ويلفريد. كانت مكتوبة من قبل أغاني ديفيد ماك ، وجيري ليفينغستون ، وآل هوفمان. و يتضمن أيضا الفيلم أغنيات مثل : الحلم هو أمنية يصنهعا القلب، بيبيدي بوبيدي بو، لذلك هذا هو الحب، غناء العندليب الحلو، أغنية العمل وسندريلا.

## القصة
القصة الكلاسيكية للفتاة المظلومة سندريلا وأميرها الوسيم

## أسماء مؤدي أصوات الشخصيات
| أسم الشخصية          | اسم الشخصية فرنسية | المؤدي(ة) بالدبلجة العربيّة الفصحى (نسخة تلفزيون ج) | المؤدي بالدبلجة العربية الفصحى (نسخة رسمية ديزني بلس) | مؤدي الصوت الأصليّ (بالإنجليزيّة)  |
| -------------------- | ------------------ | -------------------------------------------------- | ----------------------------------------------------- | -------------------------------- |
| سندريلا              | Cinderella         | سارة الجوهري                                       | داليا فريد                                            | Ilene Woods                      |
| السيدة تريمين(تماضر) | Lady Tremaine      | حنان يوسف                                          | جيهان الناصر                                          | Eleanor Audley                   |
| الدوق                | Grand Duke         | أيمن عبد الرحمن                                    | ناصر شاهين                                            | Luis Van Rooten                  |
| الملك                | the King           | جلال هجرسي                                         | محمد رضوان                                            | Luis Van Rooten                  |
| جاد                  |                    | معوض إسماعيل                                       | زياد الشريف                                           |                                  |
| جوز                  | Gus                | سيد الرومي                                         | إلهامي أمين                                           | Jimmy MacDonald                  |
| الأمير وسيم          | Prince Charming    | علاء خالد                                          | هاني مصطفى                                            | William Phipps غناء Mike Douglas |
| نفيسة                | Anastasia Tremaine | سلوى محمد علي                                      | هدير مصطفى                                            | Lucille Bliss                    |
| درية                 | Drizella Tremaine  | مروة عبد الغفار                                    | شروق النوبي                                           | Rhoda Williams                   |
| العرافة الطيبة       | Fairy Godmother    | شادية حسني                                         | شادية حسني                                            | Verna Felton                     |

## الميزانية والإيرادات
بلغت تكلفة إنتاج الفيلم حوالي 2.9 مليون دولار 28.6 million بينما حقق أرباحا تقدر بـ 85 مليون دولار 839.4 million.

## وصلات خارجية
- سندريلا على موقع IMDb (الإنجليزية)
- سندريلا على موقع ميتاكريتيك (الإنجليزية)
- سندريلا على موقع الموسوعة البريطانية (الإنجليزية)
- سندريلا على موقع روتن توميتوز (الإنجليزية)
- سندريلا على موقع نتفليكس (الإنجليزية)
- سندريلا على موقع ألو سيني (الفرنسية)
- سندريلا على موقع Turner Classic Movies (الإنجليزية)
- سندريلا على موقع أول موفي (الإنجليزية)
- سندريلا على موقع بوكس أوفيس موجو (الإنجليزية)
- سندريلا على موقع فيلمافينيتي (الإسبانية)